# Hapoel Ironi Marmorek Rehovot
L'Hapoel Ironi Marmorek Rehovot (in ebraico הפועל עירוני מרמורק רחובות‎?), meglio noto come Hapoel Marmorek, è una società calcistica israeliana con sede nella città di Rehovot.

## Storia
La squadra è stata fondata nel 1949, e nei primi anni '60 partecipava alla Liga Bet, che a quel tempo era il terzo livello calcistico israeliano. Nella stagione 1962-1963 il club è stato promosso in Liga Alef dopo aver terminato al terzo posto nella Liga Bet Sud B.
Nell'estate del 1968, si fuse con un altro club di Rehovot, l'Hapoel Rehovot, e dopo la fusione divenne ufficialmente noto come Hapoel Marmorek-Rehovot.
Nella stagione 1971-1972, il club vinse la divisione sud della Liga Alef e fu promosso nella massima serie israeliana, la Liga Leumit, per la prima volta nella sua storia. Tuttavia, terminò all'ultimo posto e retrocesse nella Liga Alef.
Il club ha partecipato alla Liga Alef fino alla stagione 1975-1976 e terminò al tredicesimo posto, il che non fu abbastanza per assicurarsi un posto nella nuova Liga Artzit, quindi, il club retrocesse nella nuova Liga Alef (ora come terzo livello).
Il Marmorek vinse la Liga Alef Sud nella stagione 1977-1978 e venne promosso in Liga Artzit, retrocedendo poi nella Liga Alef nella stagione successiva. È tornato di nuovo in Liga Artzit dopo aver vinto nuovamente la Liga Alef Sud nella stagione 1982-1983, rimanendoci per quattro stagioni, fino alla stagione 1986-1987, dove chiuse all'undicesimo posto e ha dovuto giocare i play-off retrocessione. La squadra ottenne un solo punto nei play-off, dopo aver pareggiato con il Maccabi Hadera e perso contro l'Hapoel Ramat Gan e l'Hapoel Bat Yam. Quindi, retrocedendo in Liga Alef.
Negli anni '90, il club è retrocesso in Liga Bet, e in seguito alla creazione della Ligat ha'Al che ha visto tutte le divisioni inferiori retrocesse nella piramide calcistica, il club si è trovato al quinto livello, nel quale il club ha vinto la stagione 1999-2000, e venne promosso in Liga Alef. Nella stagione 2002-2003, il club si classificò secondo nella Liga Alef Sud, e venne promosso in Liga Artzit (ora terzo livello) come miglior finalista della Liga Alef, sostituendo il Beitar Be'er Sheva, che nel frattempo era fallito. Il club ha continuato a giocare in Liga Artzit fino alla stagione conclusiva, quando è arrivato terzo, e si è assicurato un posto in Liga Leumit per la stagione successiva, e con questo ha fatto ritorno nella serie cadetta dopo 23 anni. Tuttavia, ha concluso all'ultimo posto, vincendo solo 2 partite su 35, e retrocesse in Liga Alef, dove milita ai giorni d'oggi.

## Organico

### Rosa 2018-2019
Aggiornata al 23 gennaio 2019.
| N. |                    | Ruolo | Calciatore       |
| -- | ------------------ | ----- | ---------------- |
| 3  | Israele (bandiera) | D     | Adam Abu Janab   |
| 4  | Israele (bandiera) | D     | Bassel Taha      |
| 5  | Israele (bandiera) | D     | David Schwarzman |
| 6  | Israele (bandiera) | C     | Eran Rosenbaum   |
| 7  | Israele (bandiera) | C     | Ben Mizan        |
| 9  | Israele (bandiera) | A     | Raz Itzhak       |
| 10 | Israele (bandiera) | A     | Yahav Afriat     |
| 11 | Nigeria (bandiera) | C     | Aliko Bala       |
| 13 | Israele (bandiera) | P     | Tamir Lalou      |
| 14 | Nigeria (bandiera) | A     | Jude Nworuh      |
| 16 | Israele (bandiera) | C     | Netanel Cohen    |
| 17 | Israele (bandiera) | C     | Amit Malka       |
| 18 | Israele (bandiera) | C     | Aviad Bourla     |

| N. |                    | Ruolo | Calciatore         |
| -- | ------------------ | ----- | ------------------ |
| 19 | Israele (bandiera) | C     | Peter Aholav       |
| 20 | Israele (bandiera) | D     | Itamar Ofman       |
| 21 | Israele (bandiera) | C     | Diego Nicolaievsky |
| 23 | Israele (bandiera) | D     | Saar Kalderon      |
| 24 | Israele (bandiera) | C     | Peter Elias        |
| 29 | Israele (bandiera) | C     | Shahar Shpaier     |
| 33 | Israele (bandiera) | D     | Matan Peleg        |
| 45 | Israele (bandiera) | C     | Liel Cohen         |
| 55 | Israele (bandiera) | C     | Dudi Hillel        |
| 66 | Israele (bandiera) | C     | Roy Dayan          |
| 98 | Israele (bandiera) | P     | Dan Amit Hamama    |
|    | Israele (bandiera) | D     | Yakir Shina        |